# Australeuma jeekeli
Australeuma jeekeli är en mångfotingart som beskrevs av Sergei I. Golovatch 1986. Australeuma jeekeli ingår i släktet Australeuma och familjen Metopidiotrichidae. Inga underarter finns listade i Catalogue of Life.